# Italiens MotoGP 1993
Italiens MotoGP 1993 kördes den 5 september på Misano World Circuit.

## 500GP

### Slutresultat
| Plats | Förare            | Märke    | Grid | Kvaltid  |
| ----- | ----------------- | -------- | ---- | -------- |
| 1     | Luca Cadalora     | Yamaha   | 1    | 1.33,661 |
| 2     | Mick Doohan       | Honda    | 5    | 1.33,943 |
| 3     | Kevin Schwantz    | Suzuki   | 4    | 1.33,942 |
| 4     | John Kocinski     | Cagiva   | 3    | 1.33,940 |
| 5     | Alex Barros       | Suzuki   | 6    | 1.34,856 |
| 6     | Àlex Crivillé     | Honda    | 8    | 1.35,053 |
| 7     | Daryl Beattie     | Honda    | 7    | 1.34,969 |
| 8     | Shinichi Itoh     | Honda    | 9    | 1.35,055 |
| 9     | Niall Mackenzie   | Yamaha   | 15   | 1.36,672 |
| 10    | Doug Chandler     | Cagiva   | 10   | 1.35,289 |
| 11    | John Reynolds     | Yamaha   | 13   | 1.36,173 |
| 12    | J.M. López Mella  | Yamaha   | 11   | 1.36,060 |
| 13    | Bernard Garcia    | Yamaha   | 17   | 1.36,964 |
| 14    | Freddie Spencer   | Yamaha   | 14   | 1.36,245 |
| 15    | Michael Rudroff   | Yamaha   | 12   | 1.36,144 |
| 16    | José Kuhn         | Yamaha   | 21   | 1.37,554 |
| 17    | Lucio Pedercini   | Yamaha   | 16   | 1.36,811 |
| 18    | Andrew Stroud     | Yamaha   | 22   | 1.37,592 |
| 19    | Jeremy McWilliams | Yamaha   | 18   | 1.37,244 |
| 20    | Renzo Colleoni    | Yamaha   | 19   | 1.37,423 |
| 21    | Laurent Naveau    | Yamaha   | 23   | 1.37,784 |
| 22    | David Jefferies   | Yamaha   | 28   | 1.38,894 |
| 23    | Tsumoto Udagawa   | Yamaha   | 26   | 1.38,074 |
| 24    | Andreas Meklau    | Yamaha   | 32   | 1.39,536 |
| 25    | Bruno Bonhuil     | Yamaha   | 33   | 1.39,941 |
| 26    | Romolo Balbi      | Yamaha   | 34   | 1.40,563 |
| 27    | Mat Mladin        | Cagiva   | 27   | 1.38,114 |
| 28    | Sean Emmett       | Yamaha   | 24   | 1.37,794 |
| 29    | Serge David       | Yamaha   | 30   | 1.39,050 |
| 30    | Aldeo Presciutti  | Yamaha   | 29   | 1.38,910 |
| 31    | Cees Doorakkers   | Yamaha   | 35   | 1.40,793 |
| 32    | Wayne Rainey      | Yamaha   | 2    | 1.33,682 |
| 33    | Marco Papa        | Librenti | 31   | 1.39,131 |
| 34    | Kevin Mitchell    | Yamaha   | 25   | 1.38,073 |
| 35    | Thierry Crine     | Yamaha   | 20   | 1.37,472 |